# Cyclanthera mathewsii
Cyclanthera mathewsii är en gurkväxtart som beskrevs av George Arnott Walker Arnott. Cyclanthera mathewsii ingår i släktet springgurkor, och familjen gurkväxter. Inga underarter finns listade i Catalogue of Life.